# Shanghai Media Group
Shanghai Media Group (SMG; chinois simplifié : 上海东方传媒集团 ; pinyin : Shànghǎi Dōngfāng Chuánméi Jítuán) est un groupe de média chinois spécialisé dans la télévision, la radiodiffusion, l'information et les services internet. Elle emploie près de 5 200 employés.

## Historique
En 2013, une coentreprise pour la diffusion de contenu interactif est créée par la société TWDC Shanghai Enterprises (49 %), filiale de Disney, et BesTV (51 %),. 
Le 6 mars 2014, Walt Disney Pictures annonce un partenariat de coproduction avec Shanghai Media Group afin de contourner la limite les 34 films étrangers imposée par le gouvernement chinois.
Le 21 novembre 2014, Disney Media et Disney Studios annoncent un partenariat plus important avec Shanghai Media Group dans la coproduction, distribution et commercialisation de productions télévisuelles et cinématographiques,,.
Le 23 juin 2017, la première coproduction de Walt Disney Studios China et SMG Pictures, la comédie romantique The Dreaming Man (en) est présentée au Festival international du film de Shanghai.

## Organisation

### Chaînes de télévision
- News Channel
- Entertainment Channel
- Dragon Television
- Ningxia TV (Satellite)
- China Business Network (CBN)
  - Global Business News
- Channel Young
- Channel of Fine Arts
- Sports Channel (ex-Greatsports Channel, G-Sports Channel)
- International Channel Shanghai (ICS)
- OCJ Channel
- Haha TV (Children's Channel)
- TV Drama Channel
- Documentary Channel
- Toonmax TV (Satellite)
- et 47 chaînes numériques (SiTV)

### Stations de radio
| Fréquences        | Description                        |
| ----------------- | ---------------------------------- |
| 990 AM / FM 93.4  | News                               |
| 648 AM / FM 105.7 | Traffic                            |
| 1296 AM           | Eastern China Regional News        |
| 792 AM / 89.9 FM  | Shanghai Local News                |
| 101.7 FM          | Popular Music (POP 101) (Mandopop) |
| 103.7 FM          | Love Music                         |
| 94.7 FM           | Classical Music                    |
| 97.7 FM           | Economic/Business News             |
| 107.2 FM          | Story Channel                      |
| 1197 AM / FM 97.2 | Marine Channel                     |
| 94.0 FM           | Sports News                        |